# Vanessa Gravina
Vanessa Gravina es una actriz y modelo italiana nacida en Milán. Comenzó su carrera artística posando para las cámaras en las principales campañas de publicidad y el trabajo de fotógrafos como Fabrizio Ferri, Richard Avedon, Gilles Tapie. Luego vendría su debut en la radio, con Diego Cugia y Massimo Catalano. 
A la edad de diez años, debutaría en el cine sería con el papel de Giulia en Colpo di Fulmine, dirigida por Marco Risi, por la cual recibiría el premio Nastro d'argento a la mejor actriz debutante. También apareció en la miniserie Due Fratelli, dirigida por Alberto Lattuada y en Fuori scena de 1986. Uno de sus primeros papeles más destacados fue como Giuliana en la miniserie alemana Laura und Luis dirigida por Frank Strecker. Otro de sus papeles más notables fue en la miniserie Pompeii, ieri oggi, domani También ha tenido incursiones en el teatro tales como la popular obra de Shakespeare La fierecilla domada y La dama del mar de Henrik Ibsen.

## Filmografía
| Año  | Título                                                           | Papel            | Director                                               | Tipo de obra        |
| ---- | ---------------------------------------------------------------- | ---------------- | ------------------------------------------------------ | ------------------- |
| 1985 | Colpo di Fulmine                                                 | Giulia           | Marco Risi                                             | Película            |
| 1986 | Fuori scena                                                      | sin información  | Enzo Muzii                                             | Telefilme           |
| 1987 | Maramao                                                          | Patrizia         | Giovanni Veronesi                                      | Película            |
| 1987 | La voglia di vincere                                             | Tiziana          | varios                                                 | Miniserie           |
| 1988 | 32 dicembre                                                      | Mimma            | Luciano De Crescenzo                                   | Película            |
| 1988 | Don Tonino                                                       | sin información  | Fosco Gasperi                                          | Serie de televisión |
| 1988 | Fratelli                                                         | Anna Giovane     | Alberto Lattuada                                       | Miniserie           |
| 1989 | La piovra 4                                                      | Lorella de Pisis | Luigi Perelli                                          | Miniserie           |
| 1989 | Laura und Luis                                                   | Giuliana         | Frank Strecker                                         | Miniserie           |
| 1990 | La piovra 5 - Il cuore del problema                              | Lorella de Pisis | Luigi Perelli                                          | Miniserie           |
| 1991 | Manuela                                                          | Anna             | Carlos Escalada Rodolfo Hoppe                          | Película            |
| 1992 | Camilla, parlami d'amore                                         | sin información  | Carlo Nistri                                           | Serie de TV         |
| 1993 | Abbronzatissimi 2 - un anno dopo                                 | Daniela          | Bruno Gaburro                                          | Película            |
| 1994 | Nestore l'ultima corsa                                           | Ilma             | Alberto Sordi                                          | Película            |
| 1994 | Dietro la pianura                                                | Bettina Bernhard | Gerardo Fontana Paolo Girelli                          | Película            |
| 1994 | La ragazza di Cortina                                            | Mara             | Giancarlo Ferrando                                     | Película            |
| 1996 | Italiani                                                         | Angelica         | Maurizio Ponzi                                         | Película            |
| 1998 | Come quando fuori piove                                          | Anita            | Bruno Gaburro                                          | Telefilme           |
| 1999 | Milonga                                                          | Rossella         | Emidio Greco                                           | Película            |
| 2000 | Gioco a incastro                                                 | Sveva            | Enzo G. Castellari                                     | Telefilme           |
| 2000 | Ricominciare                                                     | Marcella         | Marcantonio Graffeo Vincenzo Verdecchi Tonino Zangardi | Serie de TV         |
| 2001 | Les gens en maillot de bain ne sont pas (forcément) superficiels | Carla            | Eric Assous                                            | Película            |
| 2001 | Incantesimo 4                                                    | Paola Duprè      | Alessandro Cane Leandro Castellani                     | Serie de TV         |
| 2002 | Incantesimo 5                                                    | Paola Duprè      | Alessandro Cane Leandro Castellani                     | Serie de TV         |
| 2003 | Cento vetrine                                                    | Claudia Corelli  | Michele Ferrari Pepi Romagnoli                         | Serie de TV         |
| 2003 | Rien que du bonheur                                              | Julie            | Denis Parent                                           | Película            |
| 2005 | Il cielo può attendere                                           | Sin información  | Bruno Gaburro                                          | Telefilme           |
| 2005 | Sospetti 3                                                       | Sin información  | Luigi Perelli                                          | Miniserie           |
| 2005 | L'inferno secondo noi                                            | Sin información  | Giovanni Giacobelli                                    | Película            |
| 2006 | Commissaire Valence                                              | Tania            | sin información                                        | Serie de TV         |
| 2007 | Les camarades                                                    | Anna             | François Luciani                                       | Miniserie           |
| 2007 | Pompei, ieri, oggi, domani                                       | Lavinia          | Fabio Campus                                           | Miniserie           |
| 2007 | Guardacostas                                                     | Margherita Scanò | Giorgio Serafini Vittorio De Sisti Alfredo Peyretti    | Serie de TV         |
| 2007 | L'uomo privato                                                   | periodista       | Emidio Greco                                           | Película            |
| 2008 | Principessa                                                      | Anna             | Giorgio Arcelli                                        | Película            |
| 2010 | Un caso di coscienza                                             | Lea Graner       | Luigi Perelli                                          | Miniserie           |